# Duales Führungssystem
Das System dualer Führung in Handelsbetrieben teilt die Gewinnverantwortung (besser: Verantwortung für den Deckungsbeitrag von Warengruppen) von Einkauf und Verkauf auf die Funktionen Marketing und Operating auf.
Während sich das Marketing durch Warenpräsentation und persönlichen Verkauf auf den Umsatz konzentriert, steht im Mittelpunkt des Operating die Regalbestückung (Quick Response) und damit insbesondere die Logistik.
Durch die seit Beginn der 1990er Jahre stattfindende Diskussion zum Kooperationskonzept des Category Management zwischen Industrie und Handel rückt die Diskussion zur Auflösung der vermeintlich vorherrschenden Trennung zwischen Einkauf und Verkauf wieder in den Vordergrund der Debatte "Unternehmensführung im Handel".